# Geno Washington

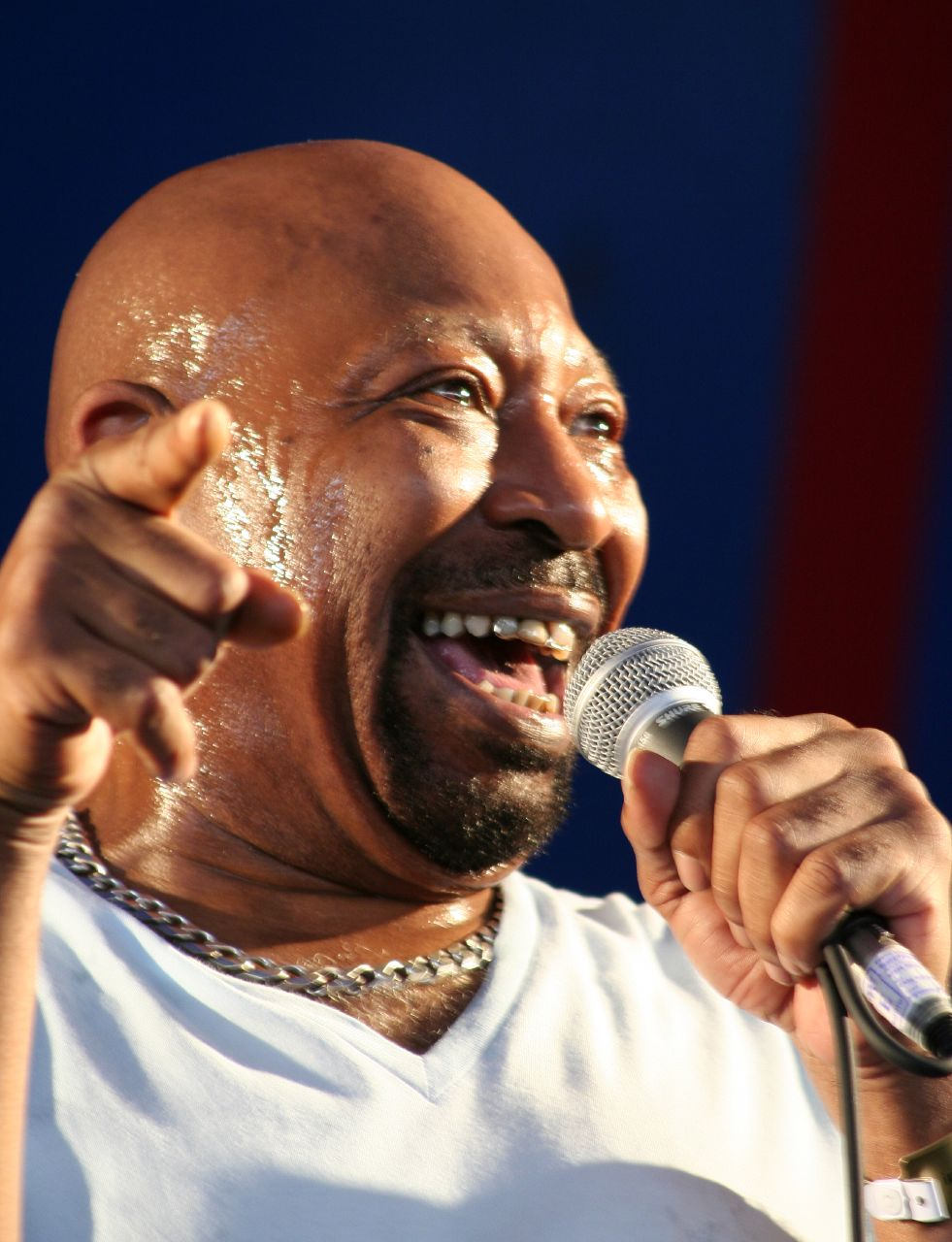
Geno Washington 2007.

Geno Washington, född 1943 i Evansville, Indiana, är en amerikansk soulsångare som blev populär i Storbritannien under 1960-talets mitt. Tillsammans med the Ram Jam Band hade han mindre hitsinglar som "Water", "Hi Hi Hazel" och "Michael", samt släppte albumet Hand Clappin, Foot Stompin, Funky-Butt som låg 38 veckor på engelska albumlistan.
Gruppen Dexys Midnight Runners hyllade honom med låten "Geno" 1980, vilket ledde till ett förnyat intresse för hans musik. Låten blev singeletta i Storbritannien. Washington släppte sedan under 1980-talet några nya studioalbum.